# Морфология на насекомите

## Размери
Насекомите са сравнително дребни животни. Някои паразитни ципокрили от семействата Mymaridae и Chalcididae достигат едва 0,1-0,2 мм. Едни от най-дребните твърдокрили насекоми са представителите на семейство Ptiliidae – от 0,2-0,5 мм. От друга страна, някои от най-едрите съвременни насекоми достигат до 20-30 см – някои пръчици, пеперуди (Thysania agrippina), твърдокрили (Dynastes hercules, Titanus giganteus).
Най-едрите насекоми в България са пеперудата нощното пауново око (Saturnia pyri), която с разперени крила достига 10-13 см, бръмбарите еленов рогач (Lucanus cervus) – 7-8 см, голям сечко (Cerambyx cerdo) – 6-7 см, от правокрилите насекоми – Saga natoliae – до 9 см без яйцеполагалото на женските.

## Сегментен състав на насекомите
Тялото на насекомите е съставено от сегменти, групирани в три отдела – глава (caput), гърди (thorax) и коремче (abdomen).
Главата се е образувала от сливането на предните сегменти като границите между тях почти не се наблюдават. При някои насекоми може да се разграничи само последния – лабиалния сегмент. За броя на сегментите на главата се съди по косвени признаци, най-вече по придатъците.
Върху главата се намират очите (фасетъчни и прости), чифт антени и устните части – горна устна (лабрум), чифт горни челюсти (мандибули), чифт долни челюсти (максили), нечифтна долна устна (лабиум) и хипофаринкс.
Гръдният отдел е от 3 сегмента, всеки от тях носещ по 1 двойка начленени крака, а втория и третия сегмент при повечето възрастни насекоми – по една двойка крила.
Коремчето помества по-голямата част от вътрешните органи. Броят на сегментите, изграждащи коремчето са най-често 10-11. То носи и придатъците, свързани с размножаването – копулационен орган при мъжките и яйцеполагало при женските, както и такива, които не са свързани с размножаването – опашен филамент, церки.